# Серобрюхий иглохвостый печник
Серобрюхий иглохвостый печник (лат. Synallaxis cinerascens) — вид воробьиных птиц из семейства печниковых. Подвидов не выделяют. Распространён в Южной Америке.

## Описание
Серобрюхий иглохвостый печник достигает длины 13,5—15 см и массы 10—14 г. Половой диморфизм не выражен. У взрослых особей серовато-коричневое лицо с черноватой уздечкой и серой полоской за глазом. Лоб тёмно-серовато-коричневый, макушка тёмного коричневато-оливкового цвета. Спина, надхвостье и кроющие перья хвоста насыщенного коричневого цвета. Крылья в основном насыщенного красновато-каштанового цвета. Хвост тёмно-каштановый; на кончиках перьев нет зазубрин, придающих им колючий вид. Подбородок беловатый, верхняя часть горла испещрена чёрными и бледно-серыми пятнами, нижняя часть горла чёрная. Нижняя часть тела в основном коричневато-серая с более светлой и серой серединой брюха и более коричневыми боками и кроющими перьями подхвостья. Радужная оболочка красновато-коричневая, клюв чёрный (иногда с серым основанием подклювья), а ноги и ступни зеленовато-серые. У молодых особей менее отчетливое пятно на горле и немного более бледная нижняя часть тела с небольшими пятнами.
Песня слышится как очень высокое, пронзительное «weeet-sweet», первая нота выше второй.

## Распространение и места обитания
Серобрюхий иглохвостый печник распространён от бразильских штатов Гояс, Минас-Жерайс и Эспириту-Санту на юг через восточный Парагвай и северо-восточные аргентинские провинции Мисьонес и Корриентес до севера Уругвая. Обитает в густых низменных и горных вечнозеленых лесах и зрелых вторичных лесах; избегает лесных опушек. Встречается на высоте от уровня моря до 1150 м над уровнем моря.

## Биология
Серобрюхий иглохвостый печник обычно добывает пищу парами, на земле и в подлеске на высоте до двух метров от земли. Питается членистоногими, выбирая добычу из опавших листьев и с низкой растительности.
Сезон размножения приходится на весну и лето Южного полушария. Моногамен. Гнездо размещается на земле и представляет собой большую конструкцию диаметром 0,5-0,6 м, сплетённую из веток, с трубчатым входом, который ведёт к гнездовой камере; лоток выстилается мягкими листьями. В кладке три яйца. Биология размножения не описана.